# 아른슈타트

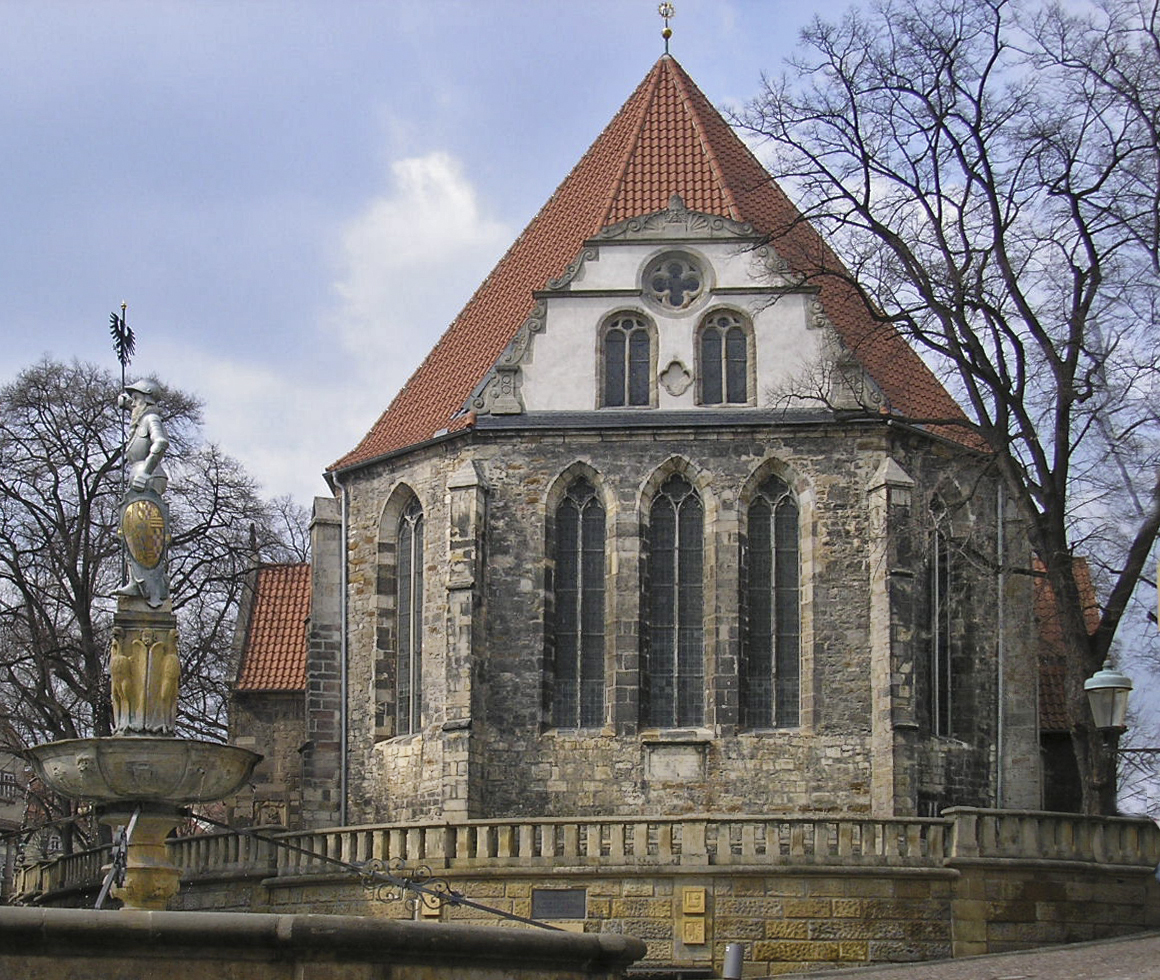
아른슈타트 바흐(Bach) 교회

아른슈타트(독일어: Arnstadt)는 독일 튀링겐주에 위치한 도시로 면적은 55.29km2, 인구는 24,481명(2015년 12월 31일 기준), 인구 밀도는 440명/km2이다.
튀링겐 주의 주도인 에르푸르트에서 남쪽으로 약 20km 정도 떨어진 곳에 위치한다. 튀링겐 주에서 오랜 역사를 가진 도시 가운데 한 곳이다.

시기
시 문장